# Deee-Lite
I Deee-Lite sono stati un gruppo musicale statunitense fondato a New York.
Sei dei loro brani si piazzarono nella classifica Hot Dance Club Play stilata da Billboard. Il singolo più noto della formazione è Groove Is in the Heart, tratto dal loro album d'esordio World Clique.
La loro musica è una vivace commistione di house, dance, disco-funk, hip-hop, techno, musica pop e jazz.

## Storia
Fondati nel 1986 a New York, il gruppo era costituito da Lady Miss Kier, il russo Dmitry Brill e il giapponese Tōwa Tei. Dopo aver ricevuto una considerevole attenzione nei club della città, pubblicarono il loro album d'esordio World Clique nel 1990, che include il singolo Groove Is in the Heart, destinato a godere di popolarità internazionale lungo l'estate di quell'anno. Gli ospiti del brano sono Bootsy Collins (voce e basso), Maceo Parker (sassofono) e Q-Tip (voce).
La seconda pubblicazione Infinity Within del 1992 è invece distinta da temi più apertamente politici rispetto all'esordio.
Prima che uscisse il terzo album Dewdrops in the Garden del 1994, Tei abbandonò la formazione (apparendo solamente nella traccia Call Me) e venne rimpiazzato da DJ Ani.  Dopo un cambio di formazione, i Deee Lite parteciparono ad un tour di un anno che seguì la pubblicazione di Dewdrops in the Garden.
In seguito alla sua separazione dai Deee-Lite, Tei ha pubblicato numerosi album solisti. Nel 1996 il gruppo si sciolse. In un'intervista del 2011, Tei negò l'opportunità che la formazione venisse riformata e dichiarò che la sua creatività e personalità lo avevano spinto ad abbandonare il gruppo.

## Discografia

### Album in studio
| Year | Album                                    | U.S. | UK |
| ---- | ---------------------------------------- | ---- | -- |
| 1990 | World Clique                             | 20   | 14 |
| 1992 | Infinity Within                          | 67   | 37 |
| 1994 | Dewdrops in the Garden                   | 127  | —  |
| 1995 | Dewdrops in the Remix                    | —    | —  |
| 1996 | Sampladelic Relics & Dancefloor Oddities | —    | —  |
| 2001 | The Very Best of Deee-Lite               | —    | —  |

### Singoli
| Anno | Singolo                                                | Posizione in classifica | Posizione in classifica | Posizione in classifica | Posizione in classifica | Posizione in classifica | Posizione in classifica | Posizione in classifica | Posizione in classifica | Posizione in classifica | Posizione in classifica | Posizione in classifica | Album                  |
| Anno | Singolo                                                | AUS                     | CAN                     | FRA                     | GER                     | IRE                     | NED                     | NZ                      | SUI                     | UK                      | U.S. Dance              | U.S.                    | Album                  |
| ---- | ------------------------------------------------------ | ----------------------- | ----------------------- | ----------------------- | ----------------------- | ----------------------- | ----------------------- | ----------------------- | ----------------------- | ----------------------- | ----------------------- | ----------------------- | ---------------------- |
| 1990 | Groove Is in the Heart                                 | 1                       | 15                      | 31                      | 17                      | 8                       | 10                      | 2                       | 13                      | 2                       | 1                       | 4                       | World Clique           |
| 1990 | Power of Love                                          | 47                      | 82                      | —                       | 43                      | 21                      | 47                      | 19                      | —                       | 25                      | 1                       | 47                      | World Clique           |
| 1991 | E.S.P.                                                 | —                       | —                       | —                       | —                       | —                       | —                       | —                       | —                       | —                       | 7                       | —                       | World Clique           |
| 1991 | How Do You Say...Love / Groove Is in the Heart (remix) | —                       | —                       | —                       | —                       | 24                      | —                       | —                       | —                       | 52                      | —                       | —                       | World Clique           |
| 1991 | Good Beat                                              | —                       | —                       | —                       | —                       | —                       | —                       | 45                      | —                       | 53                      | 1                       | —                       | World Clique           |
| 1992 | Runaway                                                | —                       | 70                      | —                       | —                       | —                       | —                       | —                       | 25                      | 45                      | 1                       | —                       | Infinity Within        |
| 1992 | Thank You Everyday                                     | —                       | —                       | —                       | —                       | —                       | —                       | —                       | —                       | —                       | —                       | —                       | Infinity Within        |
| 1992 | Pussycat Meow                                          | —                       | —                       | —                       | —                       | —                       | —                       | —                       | —                       | —                       | 6                       | —                       | Infinity Within        |
| 1994 | Party Happenin' People                                 | —                       | —                       | —                       | —                       | —                       | —                       | —                       | —                       | —                       | 30                      | —                       | Dewdrops in the Garden |
| 1994 | Picnic in the Summertime                               | —                       | —                       | —                       | —                       | —                       | —                       | —                       | —                       | 43                      | —                       | —                       | Dewdrops in the Garden |
| 1994 | Bring Me Your Love                                     | —                       | —                       | —                       | —                       | —                       | —                       | —                       | —                       | —                       | 1                       | —                       | Dewdrops in the Garden |
| 1995 | Call Me                                                | —                       | —                       | —                       | —                       | —                       | —                       | —                       | —                       | —                       | 1                       | —                       | Dewdrops in the Garden |

## Formazione
- DJ Dmitry (Dmitry Brill) - compositore, produttore, tastiera, chitarra
- Lady Miss Kier (Kierin M. Kirby) - voce, produzione, arrangiamento, testi, coregrafia, direzione artistica
- Tōwa Tei (Dong-hwa Chung) - produzione
- DJ Ani (Ani Q. Schempf) - missaggio, basso